# 折り合い
折り合い（おりあい）とは、競馬のレース（競走）において競走馬が騎手の制御・命令に従って走っているかどうかを指す言葉である。
競走馬が騎手の制御・命令に従うことを「折り合う」または「折り合いがつく」という。反対に制御・命令に従わず、走るスピードを上げたがることを「折り合いを欠く」などといい、軽度の場合は「一所懸命に走りすぎる」、重度の場合は「引っ掛かる」「かかる」ともあらわす。元中央競馬騎手の後藤浩輝は、引っ掛かるとは「レースの流れとは明らかにチグハグになって、浮いてしまっているような状態」であると説明している。
一般に競走馬が折り合いを欠くとスタミナを消耗し、レース終盤での失速に繋がるとされる。とくに長距離戦では致命的な敗因となることが多い。一方、短距離戦では序盤から早いペースでレースが推移しまた長距離戦ほどスタミナを要しないため、折り合いを欠くことによるデメリットが比較的少ないとされる。